# Mafra (freguesia)
A Freguesia de Mafra é uma freguesia portuguesa do Município de Mafra, com 47,67 km² de área e 20781 habitantes (censo de 2021), tendo, por isso, uma densidade populacional de 435,9 hab./km².

## Demografia
A população registada nos censos foi:
| Distribuição da População por Grupos Etários | Distribuição da População por Grupos Etários | Distribuição da População por Grupos Etários | Distribuição da População por Grupos Etários | Distribuição da População por Grupos Etários |
| -------------------------------------------- | -------------------------------------------- | -------------------------------------------- | -------------------------------------------- | -------------------------------------------- |
| Ano                                          | 0-14 Anos                                    | 15-24 Anos                                   | 25-64 Anos                                   | > 65 Anos                                    |
| 2001                                         | 1905                                         | 1492                                         | 6309                                         | 1570                                         |
| 2011                                         | 3532                                         | 1792                                         | 10379                                        | 2283                                         |
| 2021                                         | 3576                                         | 2494                                         | 11423                                        | 3288                                         |

## Património
- Aldeia típica de José Franco
- Convento de Mafra ou Palácio Nacional de Mafra ou Basílica de Mafra
- Igreja de Santo André (Mafra)
- Pelourinho de Mafra
- Real e Venerável Irmandade do Santíssimo Sacramento de Mafra